# Isla de Yos Sudarso
La isla de Yos Sudarso (en indonesio: Pulau Yos Sudarso) o isla de Kolopom es una isla localizada en aguas del mar de Arafura, una isla costera próxima a la isla de Nueva Guinea. Administrativamente pertenece a la provincia de Papúa, Indonesia. Es también conocida como Pulau Dolok, Pulau Dolak y Pulau Kimaam, y anteriormente como isla Kolepom y en el período colonial neerlandés era conocida como isla Frederik Hendrik.
La isla tiene forma de hoja, con unos 165 km de largo y un área de 11.600 km². Está separada de Nueva Guinea por el estrecho de Muli (en época neerlandesa, estrecho de Marianne) y de la cercana isla de Komoran por el estrecho de Buaya.
La isla lleva su nombre en reconocimiento al comandante de la Marina de Indonesia (1925-62).